# Johann Meyer (Politiker, 1889)
Johann Meyer (* 4. Juni 1889 in Nürnberg; † 5. Juli 1950 ebenda) war ein deutscher Politiker (KPD).

## Leben und Wirken
Meyer wurde als Sohn eines Tapezierermeisters geboren. Er besuchte die Volksschule in Nürnberg. Danach absolvierte er eine Tapeziererlehre in seiner Heimatstadt und besuchte dort auch die Fortbildungsschule. 1907 wurde er Mitglied des Verbandes der Sattler, Portefeuiller und Tapezierer. Seit 1909 war Meyer Mitglied der Sozialdemokratischen Partei Deutschlands (SPD). Zeitweise besuchte er auch die Parteischule der SPD.
Während des Ersten Weltkriegs wechselte Meyer, der seit 1910 verheiratet war, in die Unabhängige Sozialdemokratische Partei Deutschlands (USPD). 1920 trat er schließlich in die Kommunistische Partei Deutschlands (KPD) ein. Für diese arbeitete er seit 1921 als hauptberuflicher Funktionär. 1921 wurde er Sekretär seiner Partei in Nürnberg. Später war er Mitglied der KPD-Bezirksleitung in Nordbayern und von 1924 bis 1930 Polleiter.
1924 war er sechs Monate lang wegen illegaler Fortführung der KPD – die zeitweise verboten war – inhaftiert. Im selben Jahr wurde er erstmals als Abgeordneter für den Wahlkreis 26 (Franken) in den Reichstag gewählt, dem er ohne Unterbrechung bis 1933 angehörte.
Im Sommer 1933 wurde Meyer verhaftet. Nach einer zweieinhalbjährigen Haftstrafe arbeitete er bis Kriegsende als Tapeziergehilfe. 1945 machte er sich als Tapezierer in Nürnberg selbstständig. Obwohl er nach dem Krieg erneut in die KPD eintrat, trat er politisch nicht mehr hervor.